# 바라본다
《바라본다》는 가수 한영애의 두 번째 정규음반이다.

## 배경
잠재되어 있던 스스로의 끼와 창법을 재확인하며 제작된 ‘한영애2 바라본다’는 88올림픽을 무사히 치러낸 그 해 가을에 본격적인 록 성향의 앨범으로 공개됐다. 1집에서 한영애의 생각이 10% 정도밖에 들어가지 않았다면 2집은 100% 자신의 앨범이라고 말할 정도로 ‘한국의 재니스 조플린’으로 표현되던 특유의 가창력과 카리스마, 열정이 고스란히 반영되어 있다. 김형석 작가의 사진을 바탕으로 거칠고 투박하게 파스텔 기법을 더한 황정숙의 커버 디자인은 주인공의 성별을 생각하게 했고 그야말로 한참동안 ‘바라보게’ 만들었다. 그런데다 거칠고 끈끈하게 ‘누구 없소?’를 외치는 목소리는 이제껏 경험하지 못했던 전율적이고 특별한 여성 가수의 창법이었다. 한영애 스스로는 ‘트로트처럼 부르려고 했던 곡’이라 설명하기도 했지만 이 노래의 히트에 힘입어 앨범은 들국화 1집에 이어 무려 50만장이 넘는 판매 실적을 기록하는 상업적 성공까지 달성했다.
블루스 계열의 윤명운, 엄인호를 비롯해 이영재, 유재하, 이정선, 이승희, 돌, 김수철 등 내로라하는 싱어 송 라이터들이자 명연주자들이 작곡에 참여했다. 프로듀서이자 편곡까지 담당한 송홍섭이 직접 베이스 연주를 한 것을 비롯해 현재까지도 쟁쟁한 김희현, 박청귀, 황수권, 김효국, 엄인호 등이 세션맨 역할을 해 연주의 질을 높이기도 했다.
백그라운드 보컬 명단에는 전인권, 김현식, 박주연, 윤명운 등의 이름이 보여 한영애의 음악적 친분도 가늠해볼 수 있다. 특히 이젠 고인이 된 박청귀(‘아라이’라는 이름으로 더 유명하다)는 이 앨범의 연주부터 시작해 그 유명했던 기타 세션맨으로서의 명성을 이어갈 수 있었다. 다분히 감성적인 수록곡들의 완성도 역시 나무랄 데 없지만, 한영애가 작사하고 김수철이 곡을 만든 ‘바라본다’에서의 세상을 향한 듯한 시원한 샤우팅 창법, B.B. King의 기타 애칭이기도 한 ‘루씰’에서의 블루스 감각은 절대 빼놓을 수 없다. 그리고 무엇보다 남이 부르면 코믹송으로 끝났을지도 모를 ‘코뿔소’의 가득한 힘, 코뿔소의 호흡처럼 폭발적인 하드한 기타 연주와 독창적인 가사는 이 앨범의 백미로 꼽을 만하다. 게다가 ‘들소’나 ‘황소’도 아닌 이 노래 제목은 결국 한영애 팬클럽의 명칭으로 쓰이고 있기도 하다.

## 평가
성우진 음악평론가는 "한영애의 뛰어난 능력을 제대로 이끌어냈고, 여러 개성 강한 수록곡들을 하나의 흐름으로 앨범에 담아냈다. 물론, 음악성도 잘 살아 있으면서 대중성까지 지닌 이상적인 명반의 귀감이기도 하다."라고 극찬했다.

## 수록곡

### LP
| #             | 제목          | 작사           | 작곡          | 재생 시간 |
| ------------- | ------------- | -------------- | ------------- | --------- |
| 1.            | 〈누구없소?〉 | 윤명운         | 윤명운        | 4:33      |
| 2.            | 〈호호호〉    | 이영재, 한영애 | 이영재        | 4:23      |
| 3.            | 〈비애〉      | 유재하         | 유재하        | 4:47      |
| 4.            | 〈달〉        | 윤명운         | 윤명운        | 3:12      |
| 5.            | 〈여인 #3〉   | 이정선         | 이정선        | 3:44      |
| 총 재생 시간: | 총 재생 시간: | 총 재생 시간:  | 총 재생 시간: | 20:39     |

| #             | 제목          | 작사          | 작곡          | 재생 시간 |
| ------------- | ------------- | ------------- | ------------- | --------- |
| 1.            | 〈코뿔소〉    | 이승희        | 이승희        | 3:46      |
| 2.            | 〈갈증〉      | 한돌          | 한돌          | 4:54      |
| 3.            | 〈루씰〉      | 한영애        | 엄인호        | 5:15      |
| 4.            | 〈바라본다〉  | 한영애        | 김수철        | 5:16      |
| 총 재생 시간: | 총 재생 시간: | 총 재생 시간: | 총 재생 시간: | 19:11     |

### CD
| #             | 제목          | 작사           | 작곡          | 재생 시간 |
| ------------- | ------------- | -------------- | ------------- | --------- |
| 1.            | 〈누구없소?〉 | 윤명운         | 윤명운        | 4:33      |
| 2.            | 〈호호호〉    | 이영재, 한영애 | 이영재        | 4:23      |
| 3.            | 〈비애〉      | 유재하         | 유재하        | 4:47      |
| 4.            | 〈달〉        | 윤명운         | 윤명운        | 3:12      |
| 5.            | 〈여인 #3〉   | 이정선         | 이정선        | 3:44      |
| 6.            | 〈코뿔소〉    | 이승희         | 이승희        | 3:46      |
| 7.            | 〈갈증〉      | 한돌           | 한돌          | 4:54      |
| 8.            | 〈루씰〉      | 한영애         | 엄인호        | 5:15      |
| 9.            | 〈바라본다〉  | 한영애         | 김수철        | 5:16      |
| 총 재생 시간: | 총 재생 시간: | 총 재생 시간:  | 총 재생 시간: | 39:50     |